# Monique Morehouse
Monique Latrice Morehouse (Rancho Palos Verdes, 18 gennaio 1974) è un'ex cestista statunitense, professionista nella ABL e in Europa.

## Carriera
È stata selezionata dalle Cleveland Rockers al terzo giro del Draft WNBA 2000 (33ª scelta assoluta).